# 我慢できない!
『我慢できない!』（がまんできない）は、1995年1月9日から2月27日まで、フジテレビ系列で放送された関西テレビ制作のテレビドラマである。放送時間は、毎週月曜22:00 - 22:54（JST）。全8回。平均視聴率17.7%。

## あらすじ
新郎の両親と同居することになった新婚夫婦がおりなす、コミカルでちょっとHなラブコメディー。

## キャスト
- 大庭きわみ - 鈴木京香

主人公。とってもエッチ。姑のイビリにも負けずにキャリアウーマンを目指す。
- 大庭謙治 - 西村和彦

きわみの夫。やはりとってもエッチ。結婚2年目で自身の両親と同居することになり、嫁と姑の間で右往左往する羽目に。
- 大庭新造 - 伊武雅刀

謙治の父。一見堅物の商社マンだが息子の結婚式で知り合った小野恵美子と不倫中。
- 大庭トメ子 - 沢田亜矢子

謙治の母。大庭家の名誉と家族の健康がなによりも大事。
- 大庭洋 - 小橋賢児

大庭家の次男。兄嫁のきわみにひそかな恋心を抱く。
- 大庭恵 - 木下奈緒子

大庭家の長女。色々な男を手玉に取るちゃっかり者。
- 小野恵美子 - 田中美奈子

きわみの同僚にして新造の不倫相手。
- 高槻悟 - 桑野信義

大庭家の隣人で新造の飲み仲間。
- 高槻孝子 - 深浦加奈子

悟の妻。毎日トメ子の元へ押しかけては絵の邪魔をする。
- 野上恭介 - 乃木涼介

きわみが勤める会社の上司で元恋人。一度別の女性と付き合うが今は別れて再度きわみを狙う。
ほか

## スタッフ
- 原作：赤星たみこ 「エクレア気分」
- 脚本：橋本以蔵
- 演出：松田秀知、花堂純次
- 音楽：水谷紹
- 制作：関西テレビ、Gカンパニー

## サブタイトル
1. 同居なんてイヤ!
2. 専業主婦はイヤ!
3. 主婦だって遊ぶわ
4. 兄嫁と駆け落ち!?
5. 許せん!コギャル
6. 浮気は許さない!
7. 能ナシ嫁!?に姑の大逆襲
8. 私だけを愛して!!

## 使用曲
- 主題歌:『CRAZY GONNA CRAZY』 trf
- 挿入歌:『あなたに会えたから』 千葉美加、『夢先案内人』 ダイヤオ